# Ezequiel Cérica
Ezequiel Cérica (n. Necochea, Provincia de Buenos Aires, Argentina; 20 de octubre de 1986) es un futbolista argentino. Juega de delantero.

## Trayectoria

### Temperley
Cérica comenzó jugando en Mataderos, equipo de su ciudad, Necochea. Cuando los equipos profesionales realizaban su pretemporada en dicha ciudad, Pastelito acudía a sus entrenamientos. En 2008 fue a ver un entrenamiento de Temperley, equipo de la Primera B. Ese día, al Gasolero le faltaba un delantero, por lo que invitaron a Cérica a ser parte de la práctica. Tras su buen nivel mostrado, realizó una prueba con el conjunto bonaerense y se convirtió en jugador del equipo Celeste. Debutó ese mismo año con Temperley.

### Excursionistas
Debido a que no tuvo muchas oportunidades en el club de la Primera B, Cérica fue cedido a Excursionistas, de la Primera C. En la temporada 2009-10 fue el máximo goleador del equipo y el segundo del torneo, detrás de Carlos Salom y empatado con Ángel Lema, convirtiendo 16 goles. Su gran cifra goleadora ayudó al Villero a terminar segundo del torneo, y llegar a la final del reducido por el ascenso a la Primera B.

### Talleres de Remedios de Escalada
Para el año 2010, Temperley volvió a ceder al jugador, esta vez a Talleres de Remedios de Escalada. Al igual que en su temporada con Excursionistas fue el goleador de su equipo y el tercero del torneo detrás de Ezequiel Petrovelli y Juan Brunetti. Por segunda vez, Cérica fue importante en la tercera posición del equipo, clasificando al reducido, siendo eliminado en cuartos por su exequipo, Excursionistas.

### Regreso a Temperley
Volvió a Temperley en 2011 y convirtió su primer gol el 1 de octubre del mismo año, en el empate a 2 frente a Los Andes. Luego de 6 meses, Cérica finalizó su contrato con el club.

### Ferrocarril Midland
Tras su paso por la tercera división, Cérica vuelve a la Primera C para jugar en Ferrocarril Midland. Debutó en las redes el 13 de febrero de 2012 en la goleada por 4-1 sobre Talleres de Remedios de Escalada. Al igual que en Excursionistas y Talleres de Remedios de Escalada, volvió a ser parte del torneo reducido. Con el Funebrero llegó a la final pero perdió frente a Central Córdoba de Rosario.
En su segundo año volvió a demostrar su gran nivel en la categoría, ya que fue el tercer goleador del torneo, detrás de Eugenio Peralta Cabrera, Franco Romero y empatado a goles con Nicolás Kissner.

### Deportivo Morón
Volvió a jugar en la Primera B por sus buenos rendimientos en Ferrocarril Midland. Llegó la oportunidad en Deportivo Morón. Jugó su primer partido el 3 de agosto de 2013, siendo derrotados 2-0 frente a Los Andes y convirtió su único gol dos meses después, en la derrota por 2-3 ante Fénix.

### Villa Dálmine
A mediados de 2014, Cérica es confirmado como refuerzo para Villa Dálmine. Jugó varios partidos del torneo y logró con el Viola el ascenso a la Primera B Nacional.
Debutó en la división de plata el 14 de febrero de 2015, ingresando a los 21 minutos del segundo tiempo por Matías Nouet, en la victoria por 1-3 sobre Central Córdoba de Santiago del Estero. Su primer gol ocurrió en la fecha 14, en el empate 2-2 contra Douglas Haig.
En su tercera temporada con el club, no jugó tantos partidos, ya que pasó de jugar 32 partidos en 2015 a 16 en 2016. A pesar de esto, convirtió 1 gol menos que en la anterior campaña.
Volvió a ser protagonista en el equipo para la temporada 2016-17, ya que jugó 39 partidos. También aumentó su cuota goleadora: en sus dos temporadas en la B Nacional convirtió 11 goles, mientras que en este torneo obtuvo 9 conquistas.

### Los Andes
Para la temporada 2017-18, Los Andes lo contrató. En el Mil Rayitas apenas pudo convertir 4 goles en 21 partidos. Estos números también se ven asociados al irregular torneo del equipo de Lomas de Zamora, finalizando décimo séptimo.

### Arsenal
Cérica se reencontró con Sergio Rondina, quien fue su técnico en Villa Dálmine y Los Andes. En el Arse no jugó varios partidos de titular (sólo 7), pero ayudó al equipo para lograr el torneo de la B Nacional 2018-19.
Debutó en la máxima categoría el 30 de julio, ingresando a los 19 minutos del segundo tiempo por Facundo Pons, en la victoria por 1-0 contra Banfield. A pocos días de cumplir 33 años, Cérica convirtió su primer gol en Primera, en lo que fue derrota del Viaducto 2-1 frente a Argentinos Juniors.

### Gimnasia y Tiro
A finales del año 2022, Es confirmado como nuevo refuerzo para el Club de Gimnasia y Tiro de Salta, Club con el cual se consagró campeón del Federal A en la Temporada 2023 logrando así el ascenso a la Primera Nacional.
Jugó como titular 28 partidos y marcó 4 goles durante el campeonato, Fue pieza clave en la semifinal contra Olimpo de Bahía Blanca marcando el único tanto que le dio la victoria al albo para disputar la final contra Douglas Haig de Pergamino.

## Clubes
| Club                | País                | Año                 | PJ  | G  | Med. gol. |
| ------------------- | ------------------- | ------------------- | --- | -- | --------- |
| Temperley           | Argentina           | 2008-2009           | 29  | 1  | 0,03      |
| Excursionistas      | Argentina           | 2009-2010           | 43  | 17 | 0,39      |
| Talleres (RdE)      | Argentina           | 2010-2011           | 37  | 14 | 0,37      |
| Temperley           | Argentina           | 2011                |     |    |           |
| Ferrocarril Midland | Argentina           | 2012-2013           | 61  | 26 | 0,42      |
| Deportivo Morón     | Argentina           | 2013-2014           | 22  | 1  | 0,04      |
| Villa Dálmine       | Argentina           | 2014-2017           | 105 | 25 | 0,23      |
| Los Andes           | Argentina           | 2017-2018           | 21  | 4  | 0,19      |
| Arsenal             | Argentina           | 2018-2020           | 33  | 5  | 0,15      |
| Club Atlético Mitre | Argentina           | 2020-2022           |     |    |           |
| Total en su carrera | Total en su carrera | Total en su carrera | 351 | 93 | 0,26      |